# Левинсон, Дэниел
Дэ́ниел Дж. Ле́винсон (англ. Daniel J. Levinson; 28 мая 1920, Нью-Йорк, США — 12 апреля 1994, Нью-Хейвен, Коннектикут, США) — американский психолог, один разработчиков теории авторитарной личности и один из основателей направления в психологии развития — положительное развитие взрослых.

## Биография
Родился 28 мая 1920 года в Нью-Йорке в еврейской семье.
В 1947 году в Калифорнийском университете в Беркли защитил диссертацию по теме этноцентризма. После этого занимался исследованием личности, в частности, авторитарных личностей как в Калифорнийском университете в Беркли, так и в Университете Кейс Вестерн резерв. В 1950 году он переехал в Гарвардский университет, где стал научным сотрудником психологической клиники университета, возглавляемой Генри Мюрреем, а также кафедры социальных отношений, где его коллегами были Эрик Эриксон, Роберт Уайт, Толкотт Парсонс, Гордон Олпорт.
С 1966 по 1990 годы он занимал должность профессора психологии в Йельской школе медицины.

### Исследования и теория
Исследования Левинсона опирались на работы Эрика Эриксона, Эллиотта Жака и Берниса Ньюгартена. Левинсон создал свою теорию стадийно-кризисного взгляда, проведя обширные интервью с мужчинами и женщинами в возрасте от 35 до 45 лет и выяснив общие закономерности на протяжении всей их жизни. В своём исследовании Левинсон описал определенные этапы жизни от детства до старости, каждый из которых, по его предположению, имеет задачу развития или кризис, который необходимо разрешить. Левинсон считал, что основное различие между мужчинами и женщинами в возрасте от 22 до 28 лет заключается в «мечте», которая относится к видению человеком своей будущей жизни, включая цели и желания. Основываясь на результатах своих интервью с мужчинами и женщинами, Левинсон утверждал, что мужчины обычно мечтают и видят сны о профессии, в то время как женщинам труднее сформулировать свои мечты, они разрываются между снами о профессии, браке и семье.
Две наиболее значимые книги Левинсона «Времена в жизни мужчины» (в соавторстве с Марией Х. Левинсон, Шарлоттой Н. Дэрроу, Эдвардом Б. Клейном и Бракстон Макни) и «Времена в жизни женщины», обе книги до сих пор сохранили своё значение. Его работы по теории структур взрослого развития содержат в себе междисциплинарный подход.
Дэниел Левинсон умер 12 апреля 1994 года в Нью-Хейвене. Его жена Джуди Левинсон продолжила его исследования.

## Научные труды
- Levinson, D. J., with Darrow, C. N, Klein, E. B. & Levinson, M.  (1978). Seasons of a Man's Life.  New York: Random House. ISBN 0-394-40694-X
- Levinson, D. J., with Levinson, J. D. (1996). Seasons of a Woman's Life.  New York, NY: Alfred A. Knopf. ISBN 0-394-53235-X
- Levinson, D. J. (1986) A conception of adult development. // American Psychologist, 4, pp. 3–13. doi: 10.1037/0003-066X.41.1.3.
- Levinson, D. J. (1959). Role, personality, and social structure in the organizational setting. // Journal of Abnormal and Social Psychology[англ.], 58, pp. 170–180.
- Levinson, D. J. (1977). The mid-life transition: A period in adult psychosocial development. // Journal for the Study of Interpersonal Processes, 40, pp. 99–112.
- Adorno Th. W., Frenkel-Brunswik E.[англ.], Levinson D. J., Sanford R. N.[англ.] (1950). The Authoritarian Personality[англ.]. Oxford, England: Harpers.